# Institut national des langues et civilisations orientales
A párizsi Institut national des langues et civilisations orientales (INALCO), egy francia egyetem, amely a világ nyelveinek és kultúráinak oktatására specializálódott. Lefedettsége lefedi Közép-Európa, Afrika, Ázsia, Amerika és Óceánia nyelveit.
A Langues O' név a Speciális Iskola, majd a királyi, majd a birodalmi, majd a nemzeti diák generációinak elnevezése Párizs keleti nyelvein, amely 1971-ben vette fel jelenlegi nevét. Sok tanár van köztük. - kutatók, nyelvészek és diplomaták.

## Híres diplomások
- Neagu Djuvara, román történész, diplomata, író
- Edgar Faure, francia jogász, jogtörténész, politikus, a Negyedik Francia Köztársaság 11. és 16. miniszterelnöke
- Marcel Griaule, francia antropológus
- Yves Hervouet, francia sinológus
- Pierre Messmer, francia politikus, az Ötödik Francia Köztársaság 5. miniszterelnöke